# 솜버트헤이구

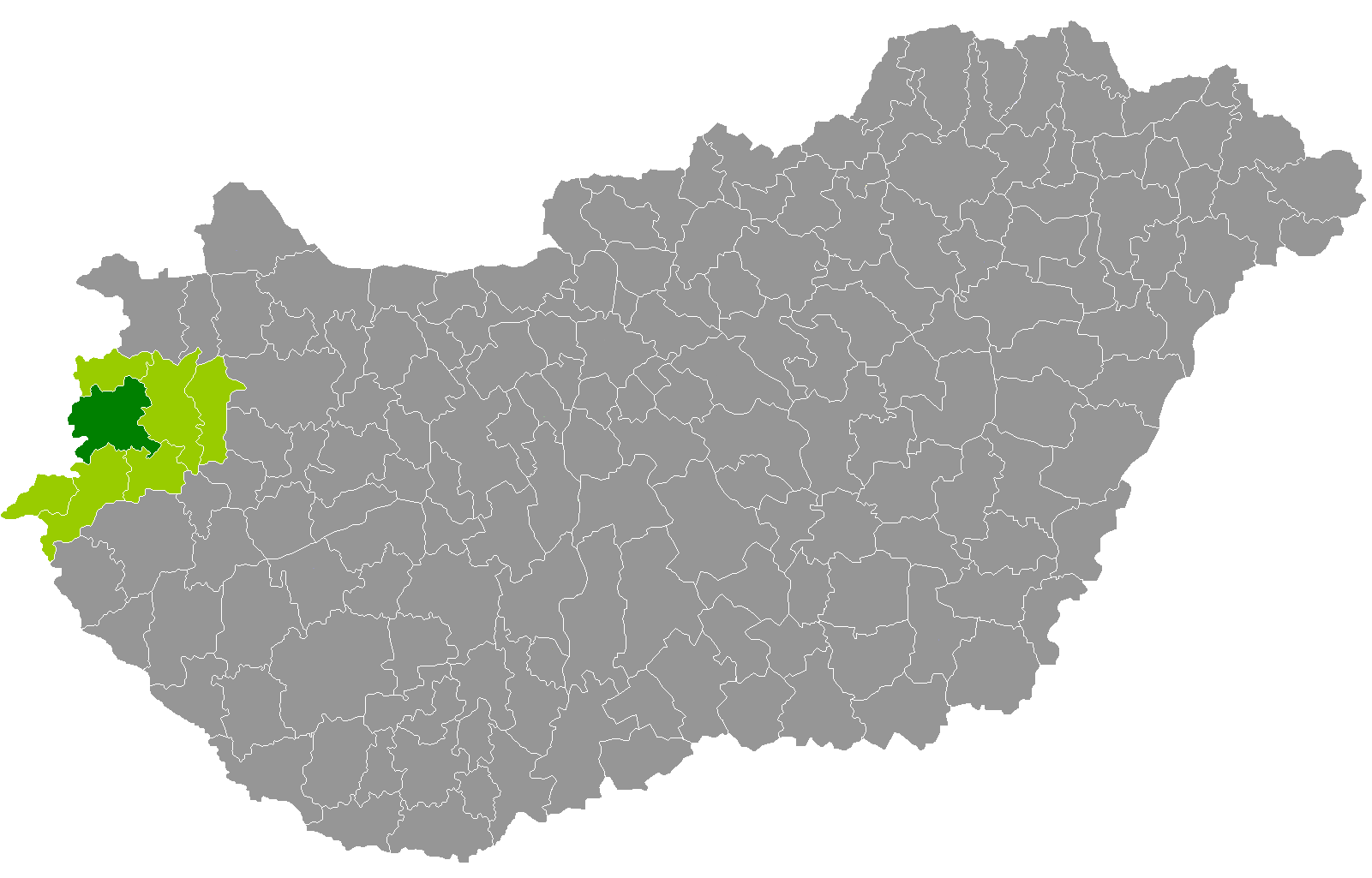
버시주 지도에 표시된 솜버트헤이구의 위치

솜버트헤이구(헝가리어: Szombathelyi járás)는 헝가리 버시주에 위치한 구로 구청 소재지는 솜버트헤이이며 면적은 646.36km2, 인구는 112,320명(2011년 기준), 인구 밀도는 174명/km2이다.
북쪽으로는 쾨세그구, 동쪽으로는 샤르바르구, 남쪽으로는 쾨르멘드구와 접하며 서쪽으로는 오스트리아와 국경을 접한다. 40개 지방 자치체(1개 도시주, 1개 시, 38개 마을)를 관할한다.

구 문장